# Interlands Bulgaars voetbalelftal 1940-1949
Deze pagina toont een chronologisch en gedetailleerd overzicht van de interlands die het Bulgaars voetbalelftal heeft gespeeld in de periode 1940 – 1949.

## Interlands

### 1940
|                                                  |                   |       |                                                                            |                                                                             |
| 6 juni Vriendschappelijk № 64 «onderlinge duels» | Bulgarije         | 1 – 4 | Slowakije                                                                  | Joenakstadion, Sofia Toeschouwers: 5.360 Scheidsrechter: Mika Popović (YUG) |
| 6 juni Vriendschappelijk № 64 «onderlinge duels» | Yanko Stoyanov 4' |       | 35' František Bolček 47' Jozef Luknár 55' Ján Földeš 85' František Vysocký | Joenakstadion, Sofia Toeschouwers: 5.360 Scheidsrechter: Mika Popović (YUG) |

|                                                                        |                                                                                |       |                                              | |
| 20 oktober Vriendschappelijk № 65 «onderlinge duels» 15:00 uur (UTC+2) | Duitsland                                                                      | 7 – 3 | Bulgarije                                    | Städtisches Stadion an der Grünwalder Straße, München Toeschouwers: 30.000 Scheidsrechter: Ernő Kiss (HUN) |
| 20 oktober Vriendschappelijk № 65 «onderlinge duels» 15:00 uur (UTC+2) | Ludwig Gärtner 12' Andreas Kupfer 17' Edmund Conen 19' (pen.) Ernst Lehner 77' |       | 20', 36' Hristo Evtimov 75' Liubomir Angelov | Städtisches Stadion an der Grünwalder Straße, München Toeschouwers: 30.000 Scheidsrechter: Ernő Kiss (HUN) |

### 1941
Geen interlands gespeeld.

### 1942
|                                                    | |       |           |                                                                                       |
| 11 april Vriendschappelijk № 66 «onderlinge duels» | Kroatië                                                                                              | 6 – 0 | Bulgarije | Stadion Kranjčevićeva, Zagreb Toeschouwers: 12.000 Scheidsrechter: Jozef Mohler (SVK) |
| 11 april Vriendschappelijk № 66 «onderlinge duels» | Ratko Kacijan 20' Franjo Wölfl 26', 48' Zvonko Cimermančić 38' Branko Pleše 71' Milan Antolković 86' |       |           | Stadion Kranjčevićeva, Zagreb Toeschouwers: 12.000 Scheidsrechter: Jozef Mohler (SVK) |

|                                                                     |           |                                    |           |                                                                              |
| 19 juli Vriendschappelijk № 67 «onderlinge duels» 18:15 uur (UTC+2) | Bulgarije | 0 – 3                              | Duitsland | Joenakstadion, Sofia Toeschouwers: 12.000 Scheidsrechter: Jozef Mohler (SVK) |
| 19 juli Vriendschappelijk № 67 «onderlinge duels» 18:15 uur (UTC+2) |           | 1', 42' Karl Decker 31' Willi Arlt |           | Joenakstadion, Sofia Toeschouwers: 12.000 Scheidsrechter: Jozef Mohler (SVK) |

### 1943
|                                                                    |                                 |       |                                   |                                                                             |
| 6 juni Vriendschappelijk № 68 «onderlinge duels» 17:45 uur (UTC+2) | Bulgarije                       | 2 – 4 | Hongarije                         | Joenakstadion, Sofia Toeschouwers: 15.000 Scheidsrechter: Antun Marek (CRO) |
| 6 juni Vriendschappelijk № 68 «onderlinge duels» 17:45 uur (UTC+2) | Krum Milev 61' Vasil Spasov 81' |       | 3', 8', 14', 69' Gyula Zsengellér | Joenakstadion, Sofia Toeschouwers: 15.000 Scheidsrechter: Antun Marek (CRO) |

### 1944
Geen interlands gespeeld.

### 1945
Geen interlands gespeeld.

### 1946
|                                                                     |                                         |       |                                    |                                                                                        |
| 8 oktober Balkan Cup 1946 № 69 «onderlinge duels» 15:00 uur (UTC+1) | Bulgarije                               | 2 – 2 | Roemenië                           | Qemal Stafastadion, Tirana Toeschouwers: 20.000 Scheidsrechter: Marijan Matančić (YUG) |
| 8 oktober Balkan Cup 1946 № 69 «onderlinge duels» 15:00 uur (UTC+1) | Sandu Negrescu 6' (e.d.) Krum Milev 22' |       | 47' Nicolae Reuter 52' Mátyás Tóth | Qemal Stafastadion, Tirana Toeschouwers: 20.000 Scheidsrechter: Marijan Matančić (YUG) |

|                                                                     |                                             |       |                |                                                                                    |
| 9 oktober Balkan Cup 1946 № 70 «onderlinge duels» 15:00 uur (UTC+1) | Albanië                                     | 3 – 1 | Bulgarije      | Qemal Stafastadion, Tirana Toeschouwers: 20.000 Scheidsrechter: Radu Istrate (ROU) |
| 9 oktober Balkan Cup 1946 № 70 «onderlinge duels» 15:00 uur (UTC+1) | Loro Boriçi 30', 65' (pen.) Pal Mirashi 68' |       | 5' asil Spasov | Qemal Stafastadion, Tirana Toeschouwers: 20.000 Scheidsrechter: Radu Istrate (ROU) |

|                                                                      |                   |       |                         |                                                                                      |
| 12 oktober Balkan Cup 1946 № 71 «onderlinge duels» 15:00 uur (UTC+1) | Bulgarije         | 1 – 2 | Joegoslavië             | Qemal Stafastadion, Tirana Toeschouwers: 25.000 Scheidsrechter: Qazim Dervishi (ALB) |
| 12 oktober Balkan Cup 1946 № 71 «onderlinge duels» 15:00 uur (UTC+1) | Bozhin Laskov 88' |       | 35', 70' Božidar Sandić | Qemal Stafastadion, Tirana Toeschouwers: 25.000 Scheidsrechter: Qazim Dervishi (ALB) |

### 1947
|                                                 |                           |       |         |                                                                                   |
| 15 juni Balkan Cup 1947 № 72 «onderlinge duels» | Bulgarije                 | 2 – 0 | Albanië | Joenakstadion, Sofia Toeschouwers: 30.000 Scheidsrechter: Miljenko Podubsky (YUG) |
| 15 juni Balkan Cup 1947 № 72 «onderlinge duels» | Trendafil Stankov 1', 20' |       |         | Joenakstadion, Sofia Toeschouwers: 30.000 Scheidsrechter: Miljenko Podubsky (YUG) |

|                                                |                                           |       |                                                            |                                                                                  |
| 6 juli Balkan Cup 1947 № 73 «onderlinge duels» | Bulgarije                                 | 2 – 3 | Roemenië                                                   | Joenakstadion, Sofia Toeschouwers: 25.000 Scheidsrechter: Marijan Matančić (YUG) |
| 6 juli Balkan Cup 1947 № 73 «onderlinge duels» | Trendafil Stankov 47' Vuchko Yordanov 82' |       | 38' Gheorghe Băcuţ 59' Iosif Petschovschi 61' Bazil Marian | Joenakstadion, Sofia Toeschouwers: 25.000 Scheidsrechter: Marijan Matančić (YUG) |

|                                                                       | |       |           |                                                                                   |
| 17 augustus Balkan Cup 1947 № 74 «onderlinge duels» 18:00 uur (UTC+2) | Hongarije | 9 – 0 | Bulgarije | Üllői Út, Boedapest Toeschouwers: 20.000 Scheidsrechter: Constantin Iliescu (ROU) |
| 17 augustus Balkan Cup 1947 № 74 «onderlinge duels» 18:00 uur (UTC+2) | Ferenc Deák 15', 34', 52', 79' János Zsolnai 26' Nándor Hidegkuti 47' Mihály Nagymarosi 48' Nándor Hidegkuti 50', 86' |       |           | Üllői Út, Boedapest Toeschouwers: 20.000 Scheidsrechter: Constantin Iliescu (ROU) |

|                                                                      |                              |       |                       |                                                                                 |
| 12 oktober Balkan Cup 1947 № 75 «onderlinge duels» 15:00 uur (UTC+1) | Joegoslavië                  | 2 – 1 | Bulgarije             | Stadion NK Zagreb, Zagreb Toeschouwers: 15.000 Scheidsrechter: Béla Barna (HUN) |
| 12 oktober Balkan Cup 1947 № 75 «onderlinge duels» 15:00 uur (UTC+1) | Prvoslav Mihajlović 18', 43' |       | 12' Trendafil Stankov | Stadion NK Zagreb, Zagreb Toeschouwers: 15.000 Scheidsrechter: Béla Barna (HUN) |

### 1948
|                                                                   |                       |       |                    |                                                                                   |
| 4 april Balkan Cup 1948 № 76 «onderlinge duels» 17:45 uur (UTC+2) | Bulgarije             | 1 – 1 | Polen              | Joenakstadion, Sofia Toeschouwers: 30.000 Scheidsrechter: Miljenko Podubsky (YUG) |
| 4 april Balkan Cup 1948 № 76 «onderlinge duels» 17:45 uur (UTC+2) | Trendafil Stankov 18' |       | 23' Tadeusz Parpan | Joenakstadion, Sofia Toeschouwers: 30.000 Scheidsrechter: Miljenko Podubsky (YUG) |

|                                                                   |                                                     |       |                                         |                                                                                      |
| 20 juni Balkan Cup 1948 № 77 «onderlinge duels» 18:00 uur (UTC+2) | Roemenië                                            | 3 – 2 | Bulgarije                               | Giuleștistadion, Boekarest Toeschouwers: 15.000 Scheidsrechter: György Szigeti (HUN) |
| 20 juni Balkan Cup 1948 № 77 «onderlinge duels» 18:00 uur (UTC+2) | Iuliu Farkas 22', 71' (pen.) Nicolae Dumitrescu 78' |       | 14' Petar Argirov 21' Borislav Tsvetkov | Giuleștistadion, Boekarest Toeschouwers: 15.000 Scheidsrechter: György Szigeti (HUN) |

|                                                |                   |       |                                                       |                                                                                    |
| 4 juli Balkan Cup 1948 № 78 «onderlinge duels» | Bulgarije         | 1 – 3 | Joegoslavië                                           | Joenakstadion, Sofia Toeschouwers: 30.000 Scheidsrechter: Constantin Iliescu (ROU) |
| 4 juli Balkan Cup 1948 № 78 «onderlinge duels» | Petar Argirov 32' |       | 41' Franjo Wölfl 54' Rajko Mitić 72' Željko Čajkovski | Joenakstadion, Sofia Toeschouwers: 30.000 Scheidsrechter: Constantin Iliescu (ROU) |

|                                                                       |                |       |                   |                                                                                    |
| 29 augustus Balkan Cup 1948 № 79 «onderlinge duels» 16:45 uur (UTC+2) | Bulgarije      | 1 – 0 | Tsjecho-Slowakije | Joenakstadion, Sofia Toeschouwers: 30.000 Scheidsrechter: Constantin Iliescu (ROU) |
| 29 augustus Balkan Cup 1948 № 79 «onderlinge duels» 16:45 uur (UTC+2) | Krum Milev 37' |       |                   | Joenakstadion, Sofia Toeschouwers: 30.000 Scheidsrechter: Constantin Iliescu (ROU) |

|                                                                      |                     |       |           |                                                                                    |
| 7 november Balkan Cup 1948 № 80 «onderlinge duels» 15:00 uur (UTC+2) | Bulgarije           | 1 – 0 | Hongarije | Joenakstadion, Sofia Toeschouwers: 35.000 Scheidsrechter: Constantin Iliescu (ROU) |
| 7 november Balkan Cup 1948 № 80 «onderlinge duels» 15:00 uur (UTC+2) | Dimitar Milanov 15' |       |           | Joenakstadion, Sofia Toeschouwers: 35.000 Scheidsrechter: Constantin Iliescu (ROU) |

### 1949
|                                                                         |                        |       |                                                        |                                                                                |
| 4 september Vriendschappelijk № 81 «onderlinge duels» 17:30 uur (UTC+2) | Bulgarije              | 1 – 3 | Tsjecho-Slowakije                                      | Strahovstadion, Praag Toeschouwers: 60.000 Scheidsrechter: Árpád Kamarás (HUN) |
| 4 september Vriendschappelijk № 81 «onderlinge duels» 17:30 uur (UTC+2) | Jozef Marko 62' (pen.) |       | 40' Bozhin Laskov 56' Vasil Spasov 87' Dimitar Milanov | Strahovstadion, Praag Toeschouwers: 60.000 Scheidsrechter: Árpád Kamarás (HUN) |

|                                                                       |                                           |       |                                     |                                                                                            |
| 2 oktober Vriendschappelijk № 82 «onderlinge duels» 14:30 uur (UTC+1) | Polen                                     | 3 – 2 | Bulgarije                           | Wojska Polskiegostadion, Warschau Toeschouwers: 45.000 Scheidsrechter: Árpád Kamarás (HUN) |
| 2 oktober Vriendschappelijk № 82 «onderlinge duels» 14:30 uur (UTC+1) | Gerard Cieślik 25', 34' Henryk Alszer 38' |       | 18' Vasil Spasov 64' Stefan Bozjkov | Wojska Polskiegostadion, Warschau Toeschouwers: 45.000 Scheidsrechter: Árpád Kamarás (HUN) |

|                                                                        |                                                                          |       |           |                                                                                       |
| 30 oktober Vriendschappelijk № 83 «onderlinge duels» 14:00 uur (UTC+1) | Hongarije                                                                | 5 – 0 | Bulgarije | Megyeri úti Stadion, Újpest Toeschouwers: 36.000 Scheidsrechter: Jaroslav Vlček (TCH) |
| 30 oktober Vriendschappelijk № 83 «onderlinge duels» 14:00 uur (UTC+1) | Ferenc Deák 17' László Budai 57' Ferenc Rudas 67' Ferenc Puskás 70', 84' |       |           | Megyeri úti Stadion, Újpest Toeschouwers: 36.000 Scheidsrechter: Jaroslav Vlček (TCH) |

|                                                                         |         |       |           |                                                                                          |
| 17 november Vriendschappelijk № 84 «onderlinge duels» 15:00 uur (UTC+2) | Albanië | 0 – 0 | Bulgarije | Balgarska Armijastadion, Sofia Toeschouwers: 30.000 Scheidsrechter: Jaroslav Vlček (TCH) |
| 17 november Vriendschappelijk № 84 «onderlinge duels» 15:00 uur (UTC+2) |         |       |           | Balgarska Armijastadion, Sofia Toeschouwers: 30.000 Scheidsrechter: Jaroslav Vlček (TCH) |

BFS · A-internationals · Selecties · Bondscoaches · Bulgaars vrouwenelftal · Olympisch elftal · Bulgarije U21 · Bulgarije U20 · Bulgarije U19 · Bulgarije U18 · Bulgarije U17 · Bulgarije U16
1924 – 1929 · 
1930 – 1939 · 
1940 – 1949 · 
1950 – 1959 · 
1960 – 1969 · 
1970 – 1979 · 
1980 – 1989 · 
1990 – 1999 · 
2000 – 2009 · 
2010 – 2019 ·
2020 − 2029
EK 1996 · 
EK 2004
WK 1962 · 
WK 1966 · 
WK 1970 · 
WK 1974 · 
WK 1986 · 
WK 1994 · 
WK 1998
OS 1924 · 
OS 1952 · 
OS 1956 · 
OS 1960 · 
OS 1968
1924 · 
1925 · 
1926 · 
1927 · 
1928 ·
1929 · 
1930 · 
1931 · 
1932 · 
1933 · 
1934 · 
1935 · 
1936 · 
1937 · 
1938 · 
1939 · 
1940 · 
1941 ·
1942 · 
1943 · 
1944 · 1945 · 
1946 ·
1947 · 
1948 · 
1949 · 
1950 · 
1952 · 
1952 · 
1953 · 
1954 · 
1955 · 
1956 · 
1957 · 
1958 · 
1959 · 
1960 · 
1961 · 
1962 · 
1963 · 
1964 · 
1965 · 
1966 · 
1967 · 
1968 · 
1969 · 
1970 · 
1971 · 
1972 · 
1973 · 
1974 · 
1975 · 
1976 · 
1977 · 
1978 · 
1979 · 
1980 · 
1981 · 
1982 · 
1983 · 
1984 · 
1985 · 
1986 · 
1987 · 
1988 · 
1989 · 
1990 · 
1991 · 
1992 · 
1993 · 
1994 · 
1995 · 
1996 · 
1997 · 
1998 · 
1999 · 
2000 · 
2001 · 
2002 · 
2003 · 
2004 · 
2005 · 
2006 · 
2007 · 
2008 · 
2009 · 
2010 · 
2011 · 
2012 · 
2013 · 
2014 · 
2015 ·
2016 ·
2017 ·
2018 ·
2019 ·
2020 ·
2021 ·
2022 ·
2023 ·
2024
Albanië ·
Algerije ·
Andorra ·
Argentinië ·
Armenië ·
Australië ·
Azerbeidzjan ·
België ·
Bolivia ·
Bosnië en Herzegovina ·
Brazilië ·
Canada · 
Chili ·
Cuba ·
Cyprus ·
DDR ·
Denemarken ·
Duitsland ·
Ecuador ·
Egypte ·
Engeland ·
Estland ·
Finland ·
Frankrijk ·
Georgië ·
Gibraltar ·
Griekenland ·
Hongarije ·
Ierland ·
IJsland ·
Indonesië ·
Iran ·
Israël ·
Italië ·
Jamaica ·
Japan ·
Joegoslavië ·
Jordanië ·
Kameroen ·
Kazachstan ·
Koeweit ·
Kosovo ·
Kroatië ·
Letland ·
Libanon ·
Litouwen ·
Luxemburg ·
Malta ·
Marokko ·
Mexico ·
Moldavië ·
Montenegro ·
Nederland ·
Nieuw-Caledonië ·
Nigeria ·
Noord-Ierland ·
Noord-Korea ·
Noord-Macedonië ·
Noorwegen ·
Oekraïne ·
Oman ·
Oostenrijk ·
Paraguay ·
Peru ·
Polen ·
Portugal ·
Qatar ·
Roemenië ·
Rusland ·
San Marino ·
Saoedi-Arabië ·
Schotland ·
Servië ·
Servië en Montenegro ·
Slovenië ·
Slowakije ·
Sovjet-Unie ·
Spanje ·
Tanzania ·
Thailand ·
Tsjechië ·
Tsjecho-Slowakije ·
Tunesië ·
Turkije ·
Uruguay ·
Verenigde Arabische Emiraten ·
Wales ·
Wit-Rusland ·
Zuid-Afrika ·
Zuid-Korea ·
Zweden ·
Zwitserland
Albanië · België · Bulgarije · Denemarken · Duitsland · Engeland · Estland · Finland · Frankrijk · Griekenland · Hongarije · Ierland · IJsland · Israël · Italië · Joegoslavië · Kroatië · Letland · Litouwen · Luxemburg · Nederland · Noord-Ierland · Noorwegen · Oostenrijk · Polen · Portugal · Roemenië · Schotland · Slowakije · Spanje · Tsjecho-Slowakije · Turkije · Wales · Zweden · Zwitserland